# シナモンロール

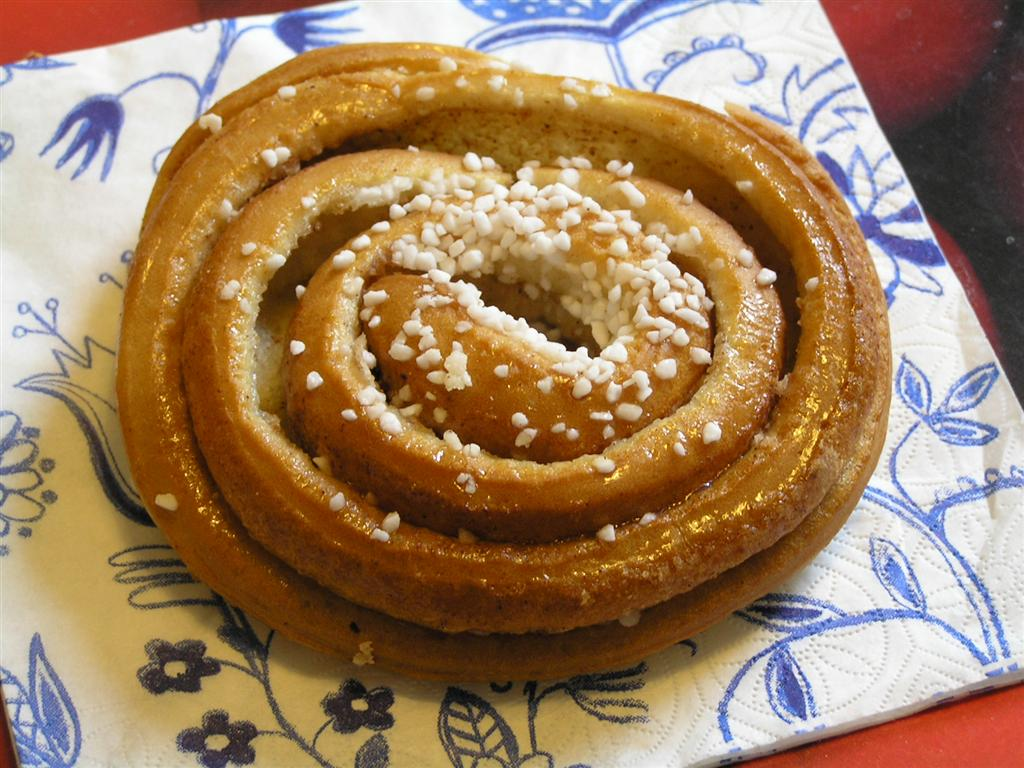
スウェーデンのカネルブッレ

シナモンロール（英: cinnamon roll）は、シナモンの風味が特徴的な菓子パンで、イースト入りのパン生地を大きめの長方形に伸ばし、表面にバターを薄く塗り、シナモン、砂糖をまんべんなくふりかけ、ロール状に巻き（レーズンを中に巻き込む場合も）、それを一人前ごとに輪切りにし、切り口を上にしてオーブンで焼いたものである。英語ではシナモンバン（cinnamon bun）やシナモンスワール（cinnamon swirl）とも呼ばれている。
北欧、中欧や北アメリカで浸透しているペストリー（小麦粉を練った菓子）の一種である。スウェーデンで発明されたと考えられている。
焼き上がったものにアイシングと呼ばれる砂糖衣（粉砂糖と水だけで作られるものが一般的だが、バターや牛乳、卵白、クリームチーズなどを加えたり、香料や着色料を用いる場合もある）や、砂糖シロップ、北欧で一般的なニブシュガーという胡麻粒状の砂糖、フロストシュガーなどをトッピングすることもある。
シナモンロールの大きさは店によって様々であるが、小さいものは直径5センチ程、大きいものは直径10センチ程である。一番大きいものはフィンランドのコルヴァプースティで、直径20センチ、重さは200グラムにもなる。その他、スウェーデンのカネルブッレやドイツのシュネッケンが有名。シナモンロールを主力商品とするチェーンストアもあり、米国のシナボン、カナダのシンゼオなどがある。

## 日本での受容
日本においては、1990年代後半頃から一部のカフェや洋菓子屋に姿を現すようになり、徐々に普及した。
日本においては、1999年にシナボンの1号店が東京都・吉祥寺に出店し、行列をなすなどブームとなった。一方、この時点から「甘すぎる」という指摘もあり、フードライターの笹木理恵もこれに理解を示し、「日本で人気となるスイーツは、味だけではなく、ファッション的な要素（米国文化への憧れ）が大きいことを象徴したブームだったと言えます。」と分析している。
現在ではポピュラーな洋菓子の仲間入りを果たし、至る所で販売されている。

## ネットスラング
ネット上ではシナモンロールを元ネタとしたミームやネットスラングが使われている。下記の2つは似た意味だが、違う。

### いとしなもん
「いとしなもん」とは、「愛しい」と「シナモンロール」を組み合わせた造語。2021年を中心に流行。サンリオのキャラクター「シナモロール」を好きな女子中高生を中心に、写真やプリクラを撮る際に、両手を頭上に挙げてシナモンロールの耳の形のようにするポーズが流行し、やがて「いとしなもん」がプリクラでの定番ポーズとなった。
株式会社AMFによる「2021年のトレンド予測」の「コトバ部門」に選ばれている。

### a Cinnamon Roll
”a Cinnamon Roll”は、誰からも愛されるような純粋さを備えたキャラクター・人物を形容する最大限の賛辞の意味合いのこと。
日本語で簡潔に言うなら、「尊い」に当たる。
『The Onion』というアメリカのメディアが2014年1月23日に投稿した記事、

『Beautiful Cinnamon Roll Too Good For This World, Too Pure 』
（和訳）美しいシナモンロールはこの世界にはあまりにも完璧で純粋すぎる。

が始まり。
この記事の1年後に、Tumblrのユーザーが、米国TVドラマ『Twin Peaks』に登場人物、特別捜査官Dale Cooperと、先述した記事のシナモンロールの画像を「my beautiful son」という文章とともに投稿した。
自分の好きなキャラクターが、例の記事の内容のような特別で唯一無二な存在であることを指し示すような内容で、ネットスラングとして使われる原型となった投稿と思われています。

さらにその後、別のTumblrユーザーが次のようなコメントを投稿。
the “beautiful cinnamon roll too good for this world, too pure” meme is so good i don’t even feel right calling it a meme? i am so glad to have this way to describe characters because it so concisely sums up such important concepts

（和訳）“美しいシナモンロールはこの世界にはあまりに完璧で純粋すぎる”っていうミームはすごく良い。これを単純にミームって呼ぶのは間違ってるって思うくらいに。キャラクター（推し）を説明する時に、重要な概念を簡単に要約できるからすごく助かるよ。
この投稿が多くのユーザーの共感を呼び、その後キャラクターに対して『a Cinnamon Roll』と形容する使われ方が広く浸透していった。

## ギャラリー

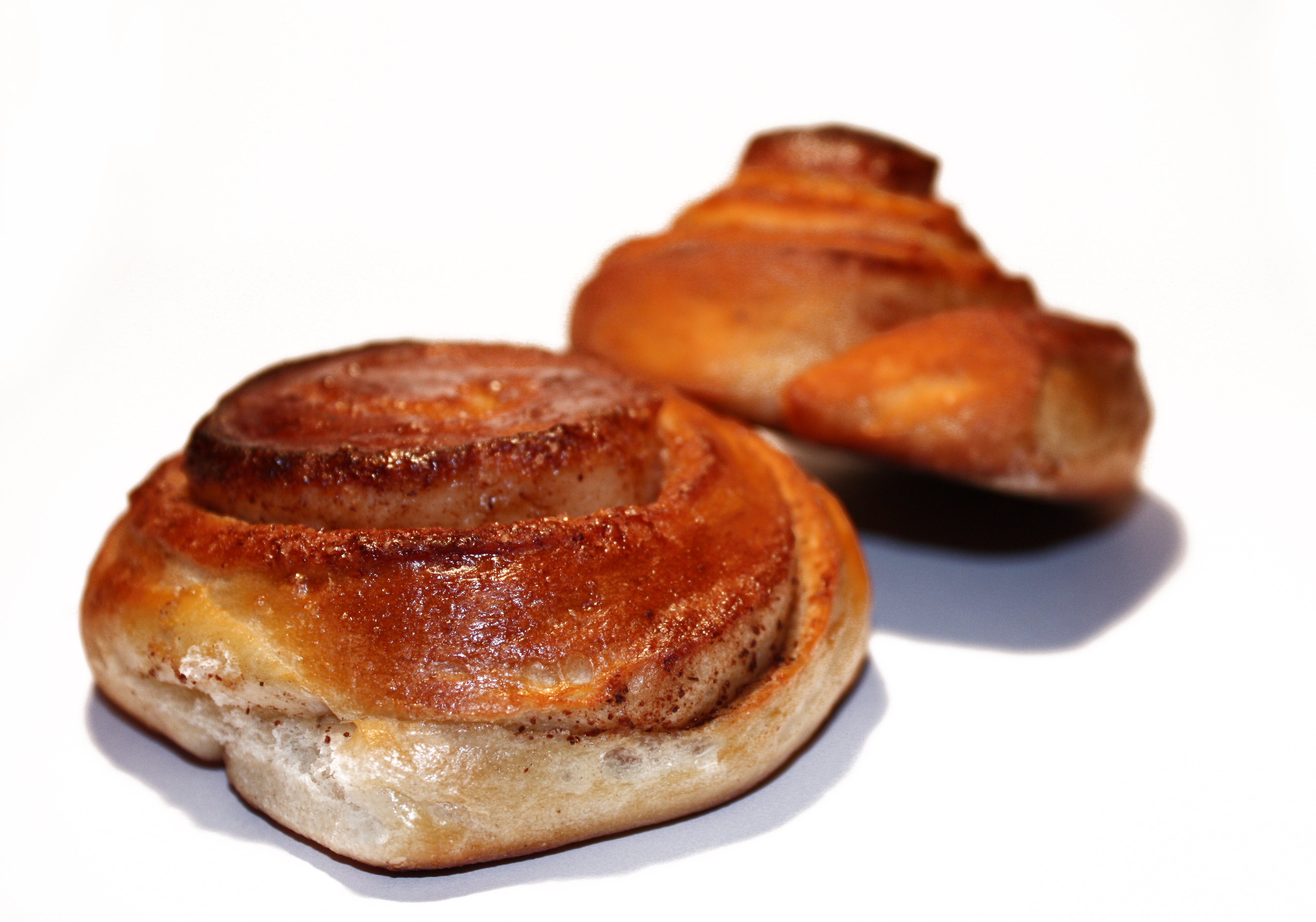
ノルウェーのカネルボッレ
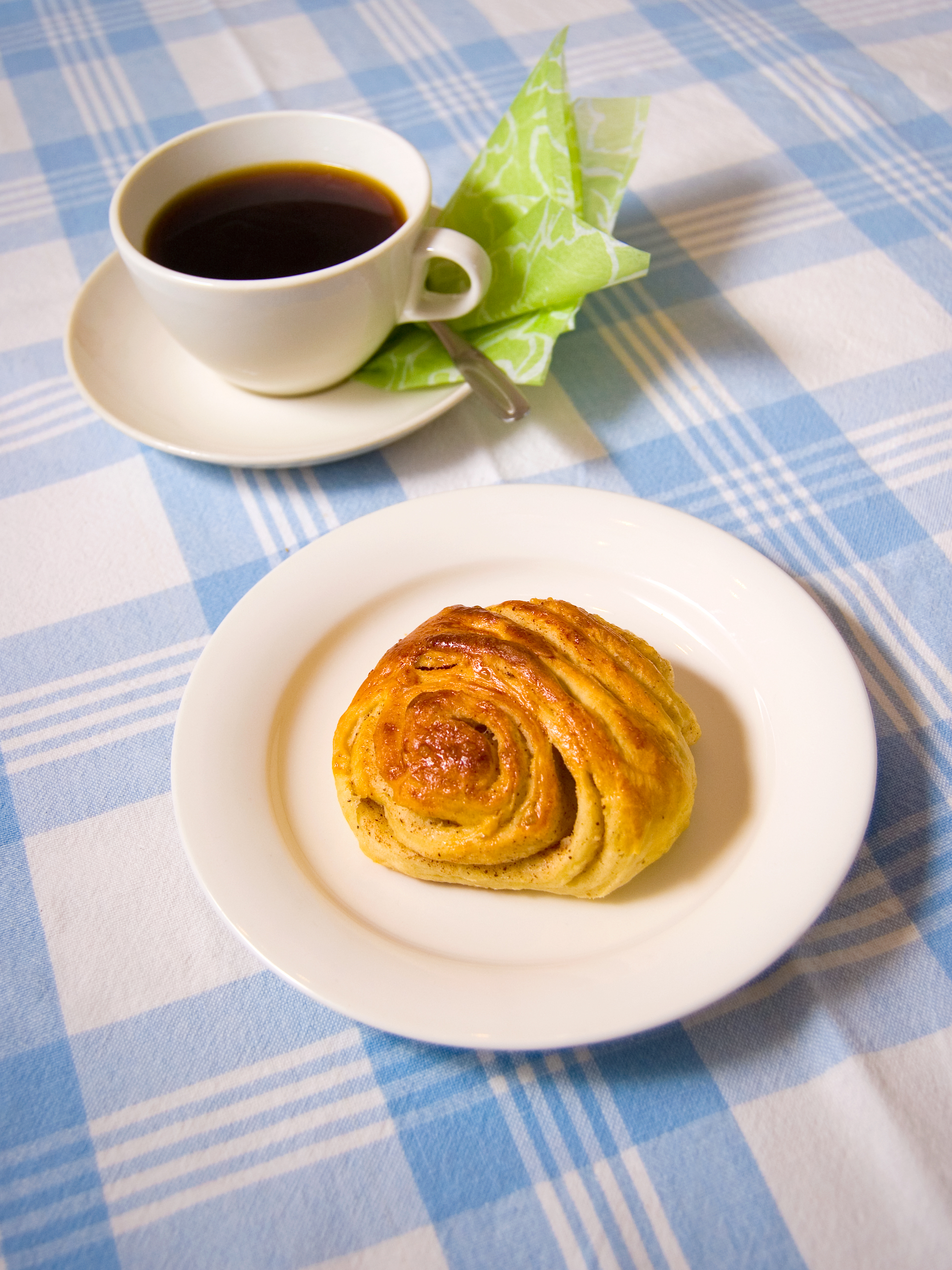
フィンランドのコルヴァプースティ
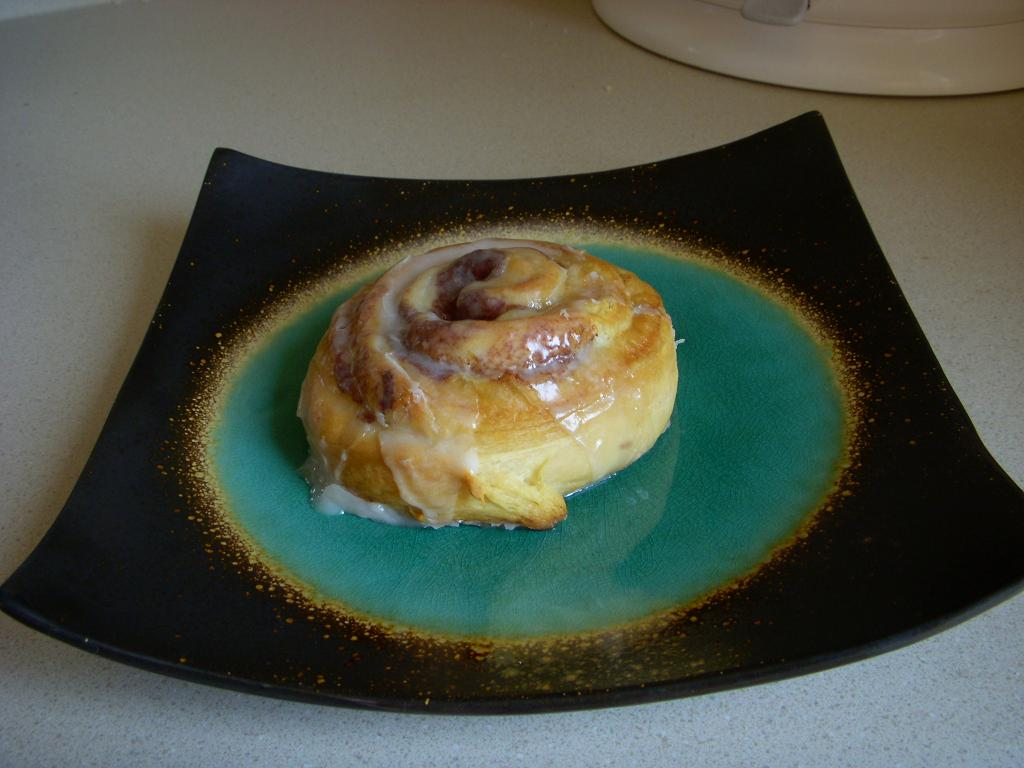
アイシングをかけたシナモンロール
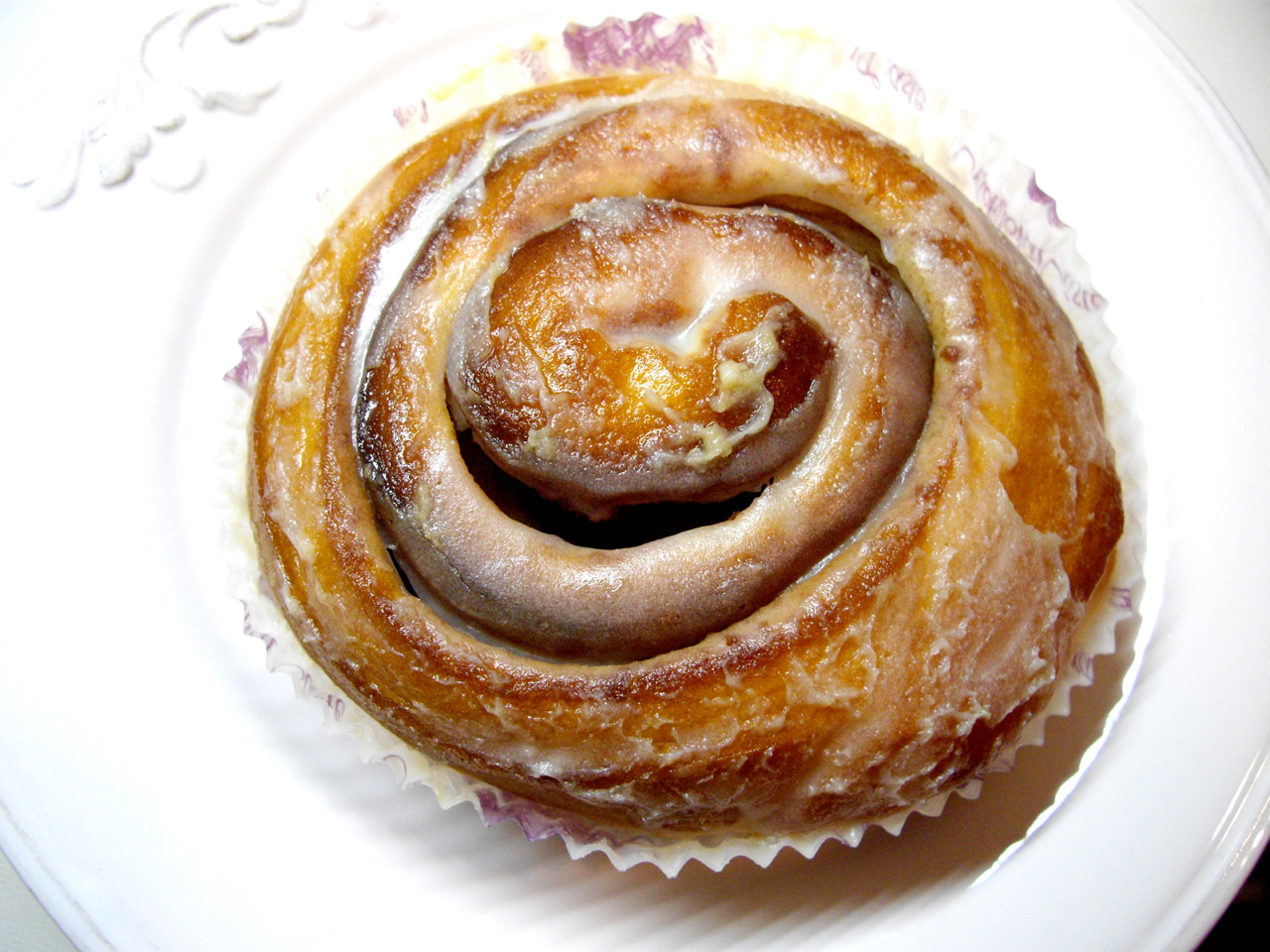
日本で販売されおやつで食べられたシナモンロール